# Климент VII
Климе́нт VII (лат. Clemens PP. VII; в миру Джу́лио Ме́дичи, итал. Giulio de Medici; 26 мая 1478, Флоренция — 25 сентября 1534, Рим) — папа римский с 19 ноября 1523 года по 25 сентября 1534 года.

## Папа Медичи
Джулио де Медичи родился 26 мая 1478 года во Флоренции, месяц спустя после убийства его отца Джулиано Медичи (брата Лоренцо Великолепного) в ходе Заговора Пацци. Его матерью была Фьоретта Горини, которая вскоре умерла и оставила Джулио сиротой. Несмотря на то, что его родители не находились в браке, была найдена лазейка в законе, и после символического обручения его родителей Джулио был признан законным сыном. Таким образом, он был племянником Лоренцо Великолепного, который позаботился о его образовании.
Джулио в юности вступил в орден госпитальеров и был назначен приором ордена в Капуе, а после избрания его двоюродного брата Джованни Медичи на папский престол под именем Льва X (1513—1521) он стал влиятельной фигурой в Риме. Джулио стал министром папы и доверенным лицом. Лев X в мае 1513 года назначил его архиепископом Флоренции, а в сентябре того же года возвёл в достоинство кардинала-дьякона с титулярной диаконией Санта-Мария-ин-Домника. Заказал Рафаэлю строительство для себя виллы под Римом. Фактически Джулио был главным режиссёром папской политики на протяжении всего понтификата Льва X. Он также был кардиналом-протектором Англии (1514—1523) и епископом Вустера (1521—1522) в графстве Вустершир в Англии.
Занимал множество должностей в Римской курии: епископ Альби (1513—1515), Апостольский легат в Болонье (1514—1522), архиепископ Нарбонны (1515—1523), аббат-коммендант цистерцианского аббатства Моримондо (1516—1521), вице-канцлер Святой Римской церкви (1517—1523), кардинал-священник с титулом церкви Сан-Клементе (1517), кардинал-священник с титулом церкви Сан-Лоренцо-ин-Дамазо (1517—1523), апостольский администратор епархии Альбенги (1517—1518), епископ Болоньи (1518), апостольский администратор архиепархии Амбрёна (1518), апостольский администратор епархии Асколи-Пичено (1518), камерленго Священной Коллегии кардиналов (1519—1520), генерал-капитан Флоренции (1519—1523), епископ Эгера (1520—1523).

## Избрание
После смерти Льва X в 1521 году кардинал Медичи считался главным кандидатом в его преемники. Хотя не смог добиться тиары для себя или своего союзника Алессандро Фарнезе (оба были сторонниками императора Карла V), он сыграл ведущую роль в неожиданном избрании Адриана VI (1522—1523). После смерти Адриана VI 14 сентября 1523 года Медичи, наконец, после двухмесячных споров, удалось добиться своего избрания папой под именем Климента VII (19 ноября 1523). Его понтификат, продолжавшийся 11 лет, был чередой непрерывных поражений и неудач.

## Папство
После избрания Климент VII послал архиепископа Капуи, Николая фон Шёнберга, к королям Франции, Испании и Англии, чтобы закончить Итальянские войны. Но его попытка не удалась.

### Континентальная политика
Завоевание Франциском I Милана в 1524 году во время его итальянского похода 1524—1525 годов побудило папу выйти из союза с немцами и испанцами и вступить в союз с другими итальянскими князьями, в том числе Венецианской республикой, и Францией в январе 1525 года. Этот договор оформил окончательное присоединение к Папской области Пармы и Пьяченцы, закрепило господство Медичи во Флоренции и возможность свободного прохода французских войск в Неаполь. Этот успех папской политики вскоре сменился разочарованием. Через месяц Франциск I был разгромлен и пленен в битве при Павии, и Климент VII вернулся к своим прежним договоренностям с императором Карлом V, подписав союз с вице-королём Неаполя.
Однако когда Франциск I был освобожден после заключения Мадридского договора (1526), папа вновь сменил вектор политики: он вошёл в Коньякскую лигу с Францией, Венецией и Франческо Сфорца Миланским. Климент VII сделал выпад против Карла V, который в ответ назвал его «волком» вместо «пастуха» и пригрозил переходом в лютеранство.

### Разграбление Рима
Не обладая никакими дипломатическими способностями, он ввязался в переговоры с Францией, Венецией и Миланом против возрастающего могущества Габсбургов. Армия Карла V оказалась сильнее. Германские войска прорвались в Рим и подвергли город такому разорению, какого он не испытывал со времен нашествия варваров. Разрушение столицы христианства, известное в истории как «Разграбление Рима», закрыло эру папства эпохи Возрождения. Климент VII пересидел осаду за толстыми стенами Замка св. Ангела.
По прошествии семи месяцев он признал испано-германское господство на Апеннинском полуострове, а в 1530 году признал за Карлом V право на императорскую корону. Чтобы не лишиться полностью поддержки французов, Климент уговорил свою внучатую племянницу Екатерину Медичи вступить в брак с сыном Франциска I Генрихом II. Между тем, во Флоренции республиканские враги Медичи воспользовались хаосом, чтобы изгнать семью папы из города.
Впоследствии папа проводил политику подчинения императору, стремясь, с одной стороны, побудить его преследовать лютеран в Германии, а с другой — избежать новых бедствий для Рима.

### Английская Реформация
В последние годы понтификата Климента VII произошёл раскол между английской и римской церквями.
К концу 1520-х годов, король Генрих VIII требовал признать недействительным его брак с Екатериной Арагонской. Сыновья супругов умерли в младенчестве, что угрожало будущему династии Тюдоров, хотя Генрих имел от неё выжившую дочь, Марию Тюдор. Генрих утверждал, что отсутствие наследника мужского пола связано с «омрачением его брака в глазах Бога». Екатерина была вдовой его старшего брата Артура, что делало её союз с Генрихом кровосмесительным согласно церковному праву, но после смерти Артура заявила, что так и осталась девственницей. Кроме того, в 1504 году было получено специальное разрешение от папы Юлия II на брак Генриха с вдовой брата. Генрих заявил, что его брак всегда был незаконным, и в 1527 году попросил папу Климента аннулировать брак как кровосмесительный, но папа отказался. По католическому учению, законно заключённый брак нерушим до смерти. Окружение короля решило не обращать внимания на папу, но в октябре 1530 года на встрече духовенства и юристов пришли к выводу, что английский парламент не может уполномочить архиепископа Кентерберийского действовать против запрета папы.
Генрих провёл церемонию бракосочетания с любовницей, Анной Болейн, в конце 1532 или в начале 1533 года. Брак был облегчён смертью архиепископа Кентерберийского Уильяма Ворхэма, друга папы, после чего Генрих убедил Климента назначить Томаса Кранмера, друга семьи Болейн, его преемником. Папа даровал папские буллы, необходимые для возведения в епископский сан Кранмера, но также потребовал, чтобы Кранмер принял присягу на верность папе до своего поставления. Законы, принятые при Генрихе, гласили, что епископы могут быть поставлены без папского утверждения. В итоге Томас Кранмер был поставлен в епископы, заявив, что он уже принял присягу папе. Кранмер был готов аннулировать брак короля с Екатериной как незаконный с самого начала. Папа ответил на это анафемой Генриху и Кранмеру.
Отделение английской церкви от папства имело, однако, более глубокие истоки как в традициях христианства на Британских островах, так и в чрезмерном автократизме папства.
В том же году «Закон первых плодов и десятин» передал налоги на церковные доходы в английскую казну. В конечном счёте Генрих провёл через английский Парламент Акт о супрематии (1534), который установил независимость церкви Англии.

## Внешность
Во время своего полугодового тюремного заключения в 1527 году Климент VII отрастил бороду в знак траура по разграблению Рима. Это было нарушением канонического закона, требовавшего от священников быть гладко выбритыми. Однако прецедент существовал и до того: папа Юлий II в течение девяти месяцев носил бороду в 1511—1512 годах в знак траура по поводу потери папского города Болонья.
В отличие от Юлия II, Климент VII сохранил бороду до своей смерти в 1534 году, и его примеру последовали его преемник, Павел III, и ещё двадцать четыре понтифика, вплоть до Иннокентия XII, который умер в 1700 году.

## Смерть
К концу своей жизни Клемент VII вновь склонился к союзу с французами, который не состоялся из-за его смерти 25 сентября 1534 года (предположительно от отравления бледной поганкой). Он был похоронен в Санта-Мария-сопра-Минерва. Резко уменьшившееся после перенесённого поражения население Рима не оплакивало его.

## В кино
- В биографической кинокартине «Челлини: Преступная жизнь[англ.]» 1990 г. роль папы Климента VII исполнил шведский актёр Макс фон Сюдов.
- В российско-итальянском фильме Золото 1992 г. — Россия, Италия роль папы Климента VII исполнил итальянский актёр Энцо Яккетти.
- В британско-ирландско-канадском сериале «Тюдоры» роль папы Климента VII исполнил североирландский актёр Иэн Макэлхинни.
- В турецком сериале «Великолепный век» роль папы Климента VII исполнил Альп Ойкен.
- В испанском сериале «Карлос, король и император» роль папы Климента VII исполнил Анхель де Андрес Лопес[исп.].
- Также Климент VII упомянут в британском сериале «Демоны Да Винчи».
- В 2019 году вышел 3-й сезон сериала «Медичи» — «Медичи: Великолепный», в котором фигурирует история молодого Джулио де Медичи задолго до того, как он принял папство и стал Климентом VII. Роль будущего папы исполнил британский актёр Джейк Дадмен[англ.].
- В американском сериале «Королева змей» роль папы Климента VII исполнил Чарльз Дэнс.

## В изобразительном искусстве
Самое известное изображение Климента VII — портрет кисти Себастьяно дель Пьомбо, выставленный в Музее Каподимонте в Неаполе (см. здесь иллюстрацию вверху).